# Червјонка-Лешчини
Червјонка-Лешчини (пољ. Czerwionka-Leszczyny) је град у Пољској у Војводству Шлеском у Повјату rybnicki. Према попису становништва из 2011. у граду је живело 28.626 становника.

## Становништво
Према прелиминарним подацима са пописа, у граду је 2011. живело 28.626 становника.
| 2002.  | 2011.  | 2012.  |
| ------ | ------ | ------ |
| 28.956 | 28.626 | 28.534 |

## Партнерски градови
- Јекабпилс